# أحمد علبي
أحمد سهيل عُلبي (1 يونيو 1936 - 6 أغسطس 2017) هو أديبٌ وكاتبٌ وأكاديمي لبناني من بيروت، كان مهتمًا بشكلٍ أساسي بثورة الزنج في العصر العباسي. كتب في عددٍ من الصُحف والمجلات، كما عمل أستاذًا للأدب العربي الحديث ولمنهجية البحث في كلية الآداب بالجامعة اللبنانية لمدة أربعين عامًا. كان عضوًا في اتحاد الكتاب اللبنانيين واتحاد الكتاب العرب.

## حياته
وُلد أَحمد سُهيل عُلَبي في بيروت بتاريخ 1 يونيو (حزيران) 1936، وينحدرُ من عائلة دمشقية استوطنت في بيروت عام 1900 ميلاديًا. تلقى أحمد تعليمه الثانوي في البعثة العلمانية الفرنسية، وحصل على درجة البكالوريوس بالفلسفة عام 1955، كما حصل على الليسانس والكفاءة التعليمية من معهد المعلمين العالي في اللغة العربية وآدابها عام 1959، وحصل على الليسانس في التاريخ من الجامعة اللبنانية عام 1962، وحصل على درجة الدكتوراة في اللغة العربية وآدابها من جامعة القديس يوسف عام 1984، وكان موضوع أطروحته «طه حسين، من 1889 إلى 1919».
كتب في عددٍ من المجلات اللبنانية والعربية، ووضع عددًا من الترجمات، كما عمل في جريدة الحياة، وعمل مع صديقه حبيب صادق في جريدة الأخبار الأسبوعية، كما كتب في جريدة النداء مستعملًا اسمين مستعارين، هما: خطّار الهوى، وأمير أبو الوفا، وكان ذلك بين 1975 حتى 1989. أيضًا كتب في جريدة النهار في الفترة ما بين 1984 حتى 1996، وأيضًا في مجلة الأمن في الفترة ما بين 1997 حتى 2005، وفي جريدة البلد بين عامي 2005-2006.
كان أحمد عُلَبي مهتمًا بشكلٍ أساسي بثورة الزنج في العصر العباسي. كان قد ألقى عددًا من المحاضرات، خصوصًا في المجلس الثقافي للبنان الجنوبي، وعمل في التعليم الجامعي لمدة أربعين عامًا (1960 حتى 2000)، حيث عمل أستاذًا للأدب العربي الحديث ولمنهجية البحث في كلية الآداب بالجامعة اللبنانية. عمل أيضًا بالبحث والتأليف في المركز التربوي للبحوث والإنماء.
كان عضوًا في اتحاد الكتاب اللبنانيين واتحاد الكتاب العرب.
كرمته «لجنة جائزة الأديب جان سالمة» في أكتوبر (تشرين الأول) 2015 م، وذلك في احتفالٍ أقيم آنذاك، بحضور ممثل نقيب الصحافة عوني الكعكي وعددٍ من الشخصيات الفكرية والأدبية والشعرية والإعلامية.
كرمته الجامعة الأميركية في بيروت في يونيو (حزيران) 2022 م؛ وذلك بمناسبة وهب جزء من مكتبته إلى مكتبة يافث في الجامعة. تضمن التكريم فيلمًا وثائقيًا من إخراج سمير يوسف، وكلمةً ألقاها الدكتور باسم فليفل، وكلمةً ألقاها الدكتور عمّار علبي، وكانت هناك كلمة للمؤرخ فواز طرابلسي، ألقاها نيابةً عنه وضاح علبي؛ وذلك بسبب سفر الطرابلسي.

## مؤلفاته
وضع أحمد عُلَبي 16 مؤلفًا، وتُرجمت بعض أَعماله إلى الفرنسية والإنجليزية والفارسية. ومن مؤلفاته:
- «ثورة الزَّنْج، وقائدها علي بن محمد»، 1961
- «ابن المقفَّع، مُصْلح صرعه الظُّلْم»، 1968
- «الإسلام والمنهج التاريخي»، 1975، كما تُرجم جزئيًا إلى الفرنسية.
- «ثورة العبيد في الإسلام»، 1985
- «طه حُسَين، رجل وفكر وعصر»، 1985
- «تحت وِسادتي، مقالات واعترافات وذكريات»، 1986
- «العهد السرّي للدعوة العباسية»، 1988
- « من الأُمويين إلى العباسيين»، 2009
- «طه حُسَين، سيرة مكافحٍ عنيد»، 1990
- «في حنايا الوطن الملهَم، نُزُهات وحكايات»، 2001
- «ابن المقفَّع، الكاتب والمترجم والمُصْلح»، 2002
- «يوميّات مجنون ليلى»، 2003
- «بالأَحضان يا بلدنا»، 2009

## وفاته
تُوفي أحمد عُلَبي في بيروت بتاريخ 6 أغسطس (آب) 2017 ميلاديًا الموافق 14 ذي القعدة 1438 هجريًا، عن عمرٍ ناهز 81 عامًا.

## قيل عنه
قال عنه البروفيسور أهيف سنو «ما أبدعه الدكتور عُلَبي من أدب الخواطر والتأملات والسيرة والرحلة، لا يحجب عنا أبحاثه الأكاديمية. ويمكن تصنيف هذه الأبحاث في محورين أساسيين أولهما التاريخ، وثانيهما الأدب الحديث وأعلامه».
وقال عنه إلياس شاكر «مثلما أبحر كولومبوس غربا وغايته الشرق، غاص أحمد عُلَبي في تاريخنا القديم ليطفو وسط الراهن من أمورنا، متزودا، لمواجهة الأنواء العاتية، بما تحصل له في الرحلة إلى الأعماق من معرفة بمكر التاريخ».
قالت عنه الكاتبة اللبنانية غريد الشيخ «من الصعب أن تقرأ لأحمد عُلَبي من دون أن تحبه وتحب قلمه وتتبنى القضايا التي يتكلم عنها، فأنت أولًا تتأثر بعنوان الكتاب فتحاول أن تستكشف ما وراء هذا العنوان. يستمتع أحمد عُلَبي باللحظة الحاضرة، ولكنه في الوقت ذاته يحلل مكامن الضعف في وطنه، ببساطة وصدق يضع الإصبع على الجرح، ويتمنى أن تستأصل هذه الأمراض التي يعانيها الوطن»، وأضافت «دخلت حديقة أحمد علبي لأقطف بعض ورودها فوجدتني حائرة من أين أبدأ، وأين أنتهي، فلكل وردة عبيرها، ولكل زهرة عطرها الفواح الذي يشدك إليه».